# Emil Theodor Kocher
Emil Theodor Kocher, švicarski kirurg, nobelovec, * 25. avgust 1841, Bern, Švica, † 27. julij 1917, Bern.
Razvil in uvedel je številne izboljšave v kirurgiji, predvsem v kirurških posegih na ščitnici, za kar je leta 1909 prejel Nobelovo nagrado za fiziologijo ali medicino.

## Življenje in delo
Rodil se je kot drugi sin železniškega inženirja Jakoba Alexandra Kocherja in matere Marie. Po maturi je vpisal študij medicine na Univerzi v Bernu in ga končal leta 1895. Po tistem je odšel na daljše študijsko potovanje po Evropi, kjer je študiral pri znanih kirurgih, kot sta Bernhard von Langenbeck v Berlinu in Henry Thompson v Londonu. Potovanje naj bi mu financirala neka švicarska mecenka. Po vrnitvi v Bern je postal asistent Georga Lückeja, leta 1872, ko je Lücke odšel predavat v Strasbourg, pa je bil imenovan za profesorja.
Kmalu po imenovanju je postal mednarodno prepoznan kirurg. Njegova prva vidnejša iznajdba je bila nova metoda za reponiranje izpahnjenega ramenskega sklepa, ki je v uporabi še danes. Zelo zgodaj je prepoznal tudi pomen takrat revolucionarnih aseptičnih tehnik pri kirurških posegih, ki jih je uvedel Joseph Lister, in jih pričel dosledno uporabljati, kar je bistveno zmanjšalo umrljivost pacientov. Poleg tega je bil znan kot po svojem metodičnem pristopu do kirurgije, saj je pazljivo nadzoroval krvavitve med operacijo (v ta namen je iznašel več kirurških instrumentov) in potek anestezije. Posebej so izboljšave prišle do izraza pri njegovi specializaciji, operativni odstranitvi ščitnice za zdravljenje golšavosti, ki je takrat veljala za izjemno nevaren poseg, Kocher pa je v približno 5000 posegih, ki jih je opravil, do leta 1912 zmanjšal smrtnost na manj kot odstotek. Ironično je njegova natančnost povzročila, da se je pri bolnikih s popolnoma odstranjeno ščitnico pojavil kretenizem zaradi pomanjkanja ščitničnih hormonov, kar je opisal v poročilu leta 1883. Poleg tega je bil pionir na področju nevrokirurgije, kjer se je ukvarjal predvsem z vzroki za epilepsijo (možganski tumorji, intrakranialni tlak).
Med letoma 1878 in 1903 je služil kot rektor Univerze v Bernu. Spomladi leta 1880 je dobil ponudbo za profesuro na Univerzi v Pragi, ki je imela takrat eno najprestižnejših medicinskih univerz v nemško govorečem svetu. Ponudbo je izkoristil za pritisk na mestne oblasti, da so zagotovile sredstva za novo poslopje univerzitetne bolnišnice (Inselspital) v Bernu. Odločil se je ostati, na kar so se navdušeno odzvali študenti, saj je bil priljubljen tudi kot predavatelj in mentor. Vseh 45 let svoje kariere je tako ostal na Univerzi v Bernu, v tem času je predaval pred približno 10.000 študenti in bil mentor več kot 130 doktorantom. Ustanovil pa je zasebno kliniko Ulmenhof, kjer je zdravil premožnejše paciente. Leta 1909 je kot prvi Švicar in prvi kirurg prejel Nobelovo nagrado za fiziologijo ali medicino. Denarni del nagrade je porabil za ustanovitev Kocherjevega inštituta (danes del medicinske fakultete Univerze v Bernu).
Od leta 1869 je bil poročen z Marie Witschi-Courant, par je imel tri sinove. V nasprotju z večino kolegov je bil globoko veren in aktiven pripadnik moravske denominacije protestantizma. Ostal je vitalen praktično do konca življenja, zadnjo operacijo je opravil le nekaj dni pred svojo smrtjo v 76. letu starosti.

## Dela
Kocherjeva bibliografija obsega 249 znanstvenih člankov in monografij. Med njegovimi najpomembnejšimi deli so:
- Die antiseptische Wundbehandlung (1881) - antiseptično oskrbovanje ran
- Vorlesungen über chirurgische Infektionskrankheiten (1895) - lekcije o kirurških infekcijah
- Chiruigische Operationslehre (1894) - učbenik kirurgije